# 4 (The Red Jumpsuit Apparatus)
4 è il quarto album in studio del gruppo musicale statunitense The Red Jumpsuit Apparatus, pubblicato il 4 luglio 2014 indipendentemente.

## Tracce
Testi di Ronnie Winter, musiche dei The Red Jumpsuit Apparatus.
1. Grimm 2.0 – 8:54
2. Not My Style – 2:48
3. Other Side – 3:17
4. Who Do You Work For? – 2:03
5. California – 3:08
6. The Right Direction – 3:08
7. It Was You – 3:02
8. Ignorance Is Bliss – 2:48
9. You're the Mocking Jay – 3:12
10. I Know, Right? – 2:52
11. JIMRS (Jesus Is My Rock Star) – 4:34

## Formazione
- Ronnie Winter – voce, percussioni
- Matt Carter – chitarra solista
- Randy Winter – chitarra ritmica, tastiera, cori
- Joey Westwood – basso
- John Hartman – batteria, percussioni